# Фінансова реформа Олександра ІІ

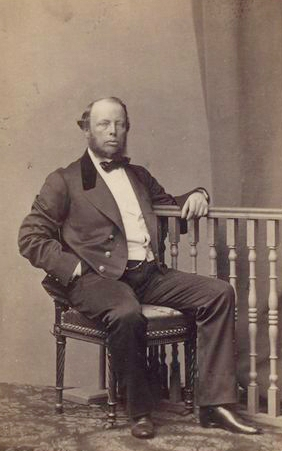
Міністр фінансів М. Рейтерн

Фінансові реформи 1860-х — економічні перетворення Олександра ІІ з метою модернізації фінансової системи Російської імперії. Проєкт перетворень підготував державний контролер В. Татаринов.
Скасування кріпосного права створювала у Росії новий тип економіки, тоді як фінанси, побудовані навколо феодальної за своєю подушною податі, відбивали найбільш архаїчний тип її розвитку. Реформаторська діяльність та початок індустріалізації вимагало від уряду численних витрат. Для розв'язання нових завдань у 1860—1862 створюються нові органи — Державний банк Російської імперії та Головна викупна установа при міністерстві фінансів (для проведення викупної операції).
Проведення реформ розпочалося 22 травня 1862 з введення «Правил про складання, розгляд та виконання державного розпису та фінансових кошторисів міністерств та головних управлінь». Першим кроком стало запровадження у фінанси принципу гласності та початок публікації державного бюджету. У відомства надійшли вимоги про складання докладних звітів і кошторисів, які пояснюють всі витрати коштів і доступних загального огляду. Цей захід був спрямований на мінімізацію казнокрадства. Загальний розпис державного бюджету підлягав утвердженню Державною радою та імператором і мав відтепер силу закону.
У 1864—1868 у структурі міністерства фінансів були організовані казначейства, які адміністрували всі доходи держави. Далі вже 1865 створено органи місцевого фінансового самоврядування — контрольні палати. На зміну самостійним касам різних державних органів (з яких гроші нерідко зникали безвісти) прийшла, таким чином, єдина каса державного казначейства. Посилилося значення фінансового контролю, який давав свій висновок про проєкт розпису бюджету та подав до Державної ради звіт про виконання бюджету минулого року.
З початком проведення реформ змінилася торгівля. З метою викорінення корупції уряд прийняв рішення замінити відкупи, які раніше використовувалися, на акцизні марки з алкоголю і тютюну. Винний відкуп, доходи від якого традиційно формували левову частку бюджету, було скасовано. Відтепер акцизи можна було отримати у спеціальних акцизних управліннях. На чолі всього акцизного господарства було поставлено непідкупний К. Грот. Оподаткування стало нагадувати сучасне, з поділом податків на прямі та непрямі, хоча подушна подати була збережена.
Грошова реформа 1862 була відкладена, оскільки державі не вистачило золота і срібла для розміну паперових грошей. Здійснено її було лише у 1895—1897 під керівництвом Сергія Вітте (див. Грошова реформа в Росії 1895—1897). За вирахуванням цієї реформи, фінансова система, створена в 1860-ті за проєктом Татаринова, не зазнала істотних змін аж до Жовтневої революції.
Осучаснення докорінно реорганізувало державну фінансову систему, зробивши її більш відкритою та ефективнішою. Суворий облік державного бюджету поставив економіку на новий шлях розвитку, знизилася корупція, скарбниця витрачалася на важливі предмети та заходи, чиновники стали відповідальнішими за розпорядження грошима. Завдяки новій системі держава змогла подолати кризу та пом'якшити негативні наслідки селянської реформи.